# براد هنت (لاعب هوكي الجليد)
براد هنت هو لاعب هوكي الجليد كندي، ولد في 24 أغسطس 1988 في مابل ريدج في كندا.

## وصلات خارجية
- براد هنت على موقع دوري الهوكي الوطني (الإنجليزية)
- براد هنت على موقع الدوري الأمريكي لهوكي الجليد (الإنجليزية)
- براد هنت على موقع EliteProspects.com (الإنجليزية)
- براد هنت على موقع HockeyDB.com (الإنجليزية)
- براد هنت على موقع Hockey-Reference.com (الإنجليزية)